# Peștera Izverna

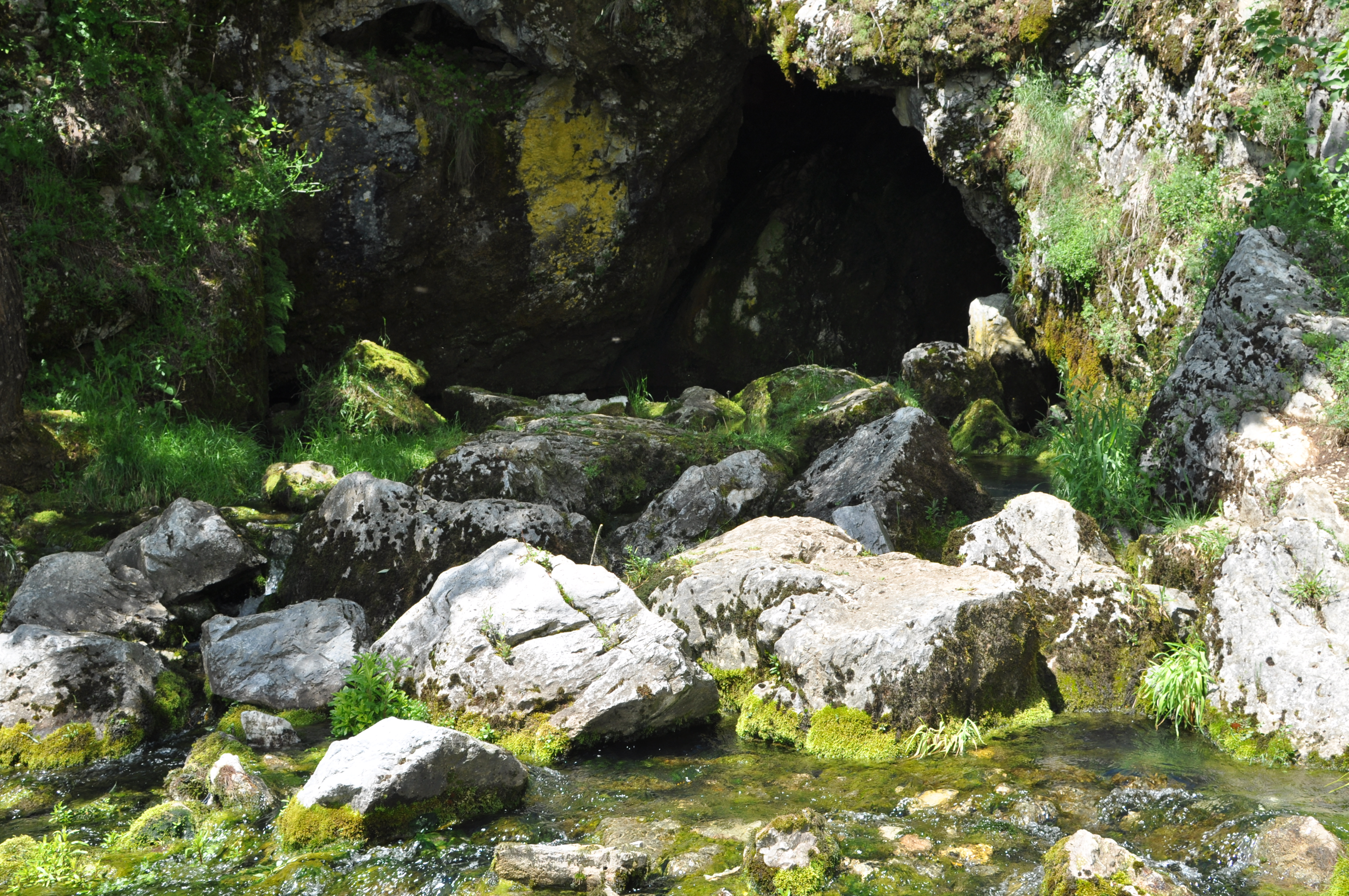
Peștera Isverna

Peștera Izverna este o peșteră localizată în apropierea comunei Izverna, în Dealul Peșterii din Munții Mehedinți, la o altitudine de 390 m. Este o peșteră de peste 1,5 km lungime parcursă de un pârâu subteran. Peștera Isverna are cea mai lungă rețea de galerii subacvatice din România.
Din Peștera Izverna pornește cel mai mare izvor carstic din județul Mehedinți. Peștera este foarte dificil de explorat datorită sifoanelor, galeriilor și lacurilor subterane. Până în prezent în Peștera Izverna sunt accesibile două galerii.
Peștera Izverna a fost explorată pentru prima oară de biospeologul C. N. Ionescu pe o lungime de 200 metri și care în anul 1914 a publicat o descriere a acestei porțiuni. 

În perioada 1964-1967 s-au făcut cercetări de biospeologie, iar în 1973 s-a realizat un plan al peșterii apărut în 1976. 

În anul 1979, o echipă de speologi a recartat peștera, descoperind galerii noi, ajungându-se la lungimea actuală de 1500 m. 
În același an și anul următor,  încep și explorările efectuate de către scafandrii speologi, care au trecut de „Sifonul Verde”, lung de 50 de metri, apoi de „Sifonul Galben”, ceva mai scurt. A urmat apoi trecerea de „Sifonul Negru”, cel mai mare sifon din România, având peste 400 m lungime și o denivelare negativă de 40 m. 

După 1990 Jacques-Yves Cousteau a venit aici cu echipa sa de speologi și scafandrii autonomi, ocazie cu care s-a realizat  un film documentar, în secțiunea „Explorări ale secolului XX” din filmul Muzeului Smithsonian din Washington DC. Explorarea continuă și în prezent datorită potențialului foarte mare și descoperirii a noi sifoane.
În adâncurile din Peștera Izverna, se spune că ar fi îngropat tezaurul Serbiei, când în a doua jumătate a secolului al XIX-lea, cei doi prinți moștenitori, Milan Obrenovici și Mihail, își disputau tronul. 
Peștera Izverna exercită o fascinație specială. Apa foarte limpede din lacurile subterane ce permite o vizibilitate foarte bună și galeriile subacvatice, fac din ea un loc ideal pentru scufundări, fotografiere și filmare subacvatică.